# Avril (film, 1961)
Pour les articles homonymes, voir Avril (homonymie).
Avril (აპრილი en géorgien) est un moyen métrage soviétique réalisé par Otar Iosseliani en 1961.

## Synopsis
Dans une ville traditionnelle pittoresque, se côtoient des musiciens, qui jouent chacun dans son appartement ou sur les toits, mais néanmoins de concert, un homme qui fait des exercices de musculation, un jeune couple très amoureux, et d'autres personnages qui, soudain, se mettent à transporter des meubles partout.
C'est qu'un grand ensemble a été construit en périphérie et tout le monde y déménage. Les musiciens tentent d'y poursuivre leurs répétitions, toutes fenêtres ouvertes, mais le bruit du déménagement des meubles finit par les y faire renoncer. Pendant ce temps, le jeune couple reste dans son appartement sans aucun meuble ; il leur suffit de s'embrasser avec amour pour commander la lumière, le gaz ou l'eau courante.
Un voisin vient toutefois les voir pour les convaincre d'acquérir des meubles. Avec l'appui des autres voisins, il leur apporte lui-même un fauteuil. Dès lors les deux jeunes gens prennent goût aux produits de consommation et finissent, comme tout le monde, par remplir complètement leur appartement de meubles et d'objets les plus divers. D'une assiette brisée naît leur première dispute. Alors l'eau, le gaz, l'électricité ne répond plus à leur amour.
Une panne d'électricité permet aux musiciens de retrouver leur coopération. Le lendemain des meubles sont jetés par la fenêtre : le jeune couple a compris son erreur et reprend sa vie antérieure dans un appartement vide.

## Fiche technique
- Scénario : Erlom Akhvlediani, Otar Iosseliani
- Production : Kartuli Pilmi
- Durée : 46 min | 30 min (version courte)
- Pays d'origine :  Union soviétique
- Langue : Géorgien
- Son : Mono
- Noir et blanc
- Genre : Comédie dramatique, romance
- Date de sortie : 
  -  Union soviétique : 1961 (Tbilissi) | 3 décembre 1963 (Moscou)
  -  France : mai 2000 (Festival de Cannes)
  -  Grèce : 21 novembre 2003 (Festival international du film de Thessalonique)

## Distribution
- Tatiana Chanturia
- Guia Chiraqadze
- Akaki Chikvaidze
- V. Maisuradze
- A. Jorbenadze

## Production et accueil du film
Avril est le film de fin d'études de Iosseliani. Bien que le cinéaste dise ne pas avoir voulu prendre une position politique, son film est interdit et Iosseliani quitte pour quelque temps le monde du cinéma.
Le son joue un rôle particulier, comme dans les films de Tati : l'action est accompagnée de bruitages à fort effet dramatique. Une seule scène est parlée, mais non doublée ni sous-titrée. 